# Stenplanet

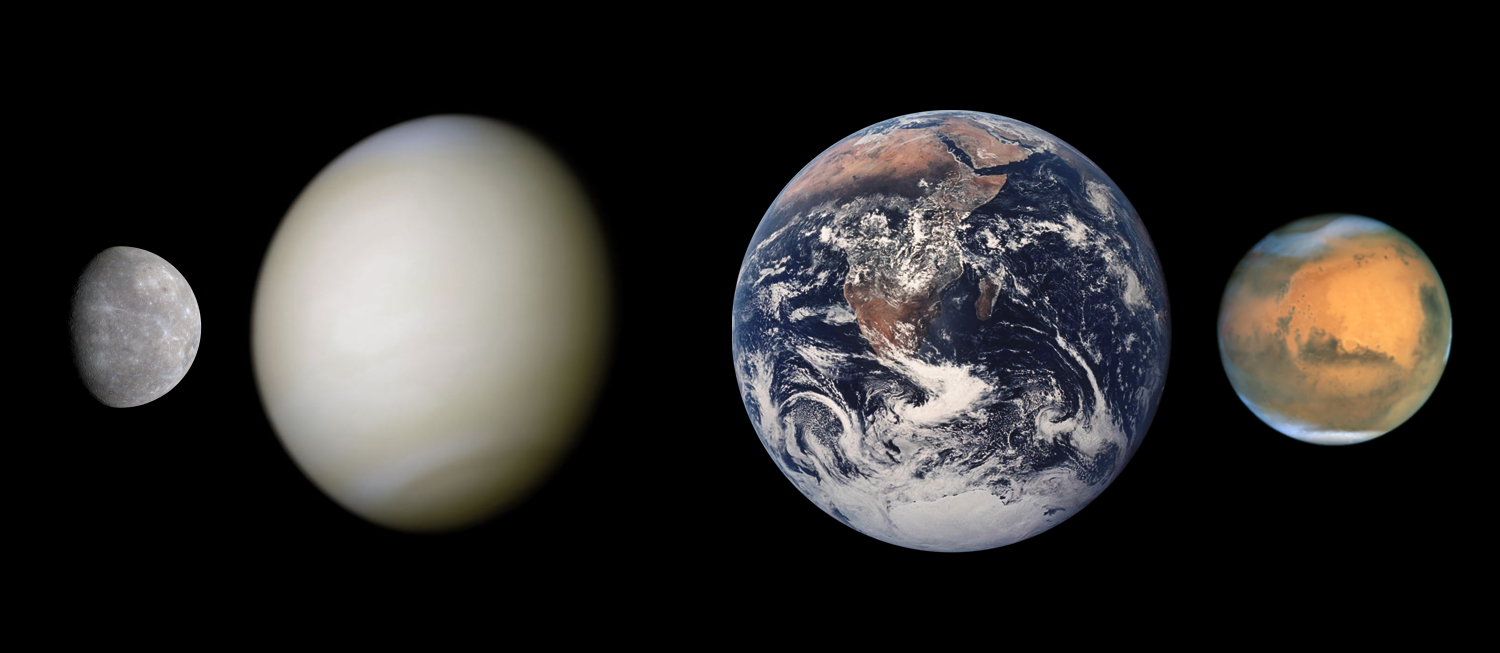
De inre planeterna, Merkurius, Venus, jorden och Mars, skalenligt.

En stenplanet, eller en jordlik planet[källa behövs] är en planet som har en fast yta i form av en skorpa av sten. De inre (jordlika) planeterna är Merkurius, Venus, jorden och Mars. Dvärgplaneten Pluto räknas numera inte som en stenplanet, då dess yta sannolikt mest består av is, men den har ändå det gemensamt med stenplaneterna att dess yta är fast.
Uppbyggnaden hos de jordlika planeterna antas vara liknande, nämligen med en fast skorpa, en mantel av flytande materia och längst in en kärna av flytande järn. Karaktäristiskt för dessa planeter är att dess yta är ärrad av nedslagskratrar från meteoritnedslag, men på jorden har dessa spår eroderat. Särskilt Venus och jorden har en aktiv geologi där vulkanutbrott och jordbävningar ständigt förändrar planetens yta.

### Fotnoter
1. ↑  Karolin Jonsson (14 januari 2008). ”Merkurius i närbild”. Ny teknik. https://www.nyteknik.se/nyheter/merkurius-i-narbild/971200. Läst 16 augusti 2015.